# Randall Wallace
Randall Wallace (Jackson, 28 de julho de 1949) é um roteirista, diretor, produtor e compositor americano. Ganhou destaque ao escrever o roteiro do filme de drama histórico Braveheart (1995). Seu trabalho no filme lhe rendeu uma indicação para o Oscar de Melhor Roteiro Original e um Prêmio Writers Guild of America na mesma categoria. Ele já dirigiu filmes como O Homem da Máscara de Ferro (1998), We Were Soldiers (2002), Secretariat (2010) e Heaven Is for Real (2014).

## Primeiros anos
Randall Wallace nasceu no dia 28 de julho de 1949, em Jackson, Tennessee, ele morava em Memphis e Condado de Henderson, Tennessee, antes de se mudar para a Virgínia. Wallace começou a escrever histórias aos sete anos de idade. Ele se formou na E.C. Glass High School, em Lynchburg, Virgínia, e frequentou a Universidade de Duke, onde estudou russo, religião e literatura e foi membro da fraternidade da Lambda Chi Alpha. Ele passou um ano de pós-graduação no seminário ensinando artes marciais. Wallace é faixa preta em karatê.[carece de fontes?]